# Атанасије II Цариградски
Атанасије II Цариградски (грч. Ἀθανάσιος) се сматра последњим васељенским патријархом Цариграда пре пада Цариграда. Атанасије је наводно служио као патријарх од 1450. до 1453. године, али једини документ који указује на његово постојање су „Дела сабора у Светој Софији “ — која се нашироко сматрају фалсификатом због присуства анахронизама у тексту.
Савремени научници оспоравају његово постојање, сугеришући да је унијатски патријарх Григорије III Цариградски, који је боравио у Риму од 1451. године, остао номинални патријарх града током османског освајања града.